# Glad Rag Doll
Glad Rag Doll es el undécimo álbum de estudio de la cantante, compositora  y pianista de jazz canadiense Diana Krall, editado en octubre de 2012 por el sello discográfico Verve Records y producido por T-Bone Burnett. Pretende ser un recorrido por algunos de los temas de jazz de los años 20 y 30 favoritos de su padre.

## Lista de canciones
| N.º | Título                                                       | Escritor(es)                                  | Duración |  |
| 1.  | «We Just Couldn't Say Goodbye»                               | Harry M. Woods                                | 3:07     |  |
| 2.  | «There Ain't No Sweet Man That's Worth the Salt of My Tears» | Fred Fisher                                   | 4:29     |  |
| 3.  | «Just Like a Butterfly That's Caught in the Rain»            | Mort Dixon, Harry M. Woods                    | 3:43     |  |
| 4.  | «You Know – I Know Ev'rything's Made for Love»               | Howard E. Johnson, Al Sherman, Charles Tobias | 3:47     |  |
| 5.  | «Glad Rag Doll»                                              | Milton Ager, Dan Dougherty, Jack Yellen       | 4:34     |  |
| 6.  | «I'm a Little Mixed Up»                                      | Betty James, Edward Johnson                   | 4:36     |  |
| 7.  | «Prairie Lullaby»                                            | Billy Hill                                    | 4:22     |  |
| 8.  | «Here Lies Love»                                             | Ralph Rainger, Leo Robin                      | 5:08     |  |
| 9.  | «I Used to Love You But It's All Over Now»                   | Lew Brown]], Albert Von Tilzer                | 2:50     |  |
| 10. | «Let It Rain»                                                | Hal Dyson, James Kendis                       | 5:44     |  |
| 11. | «Lonely Avenue»                                              | Doc Pomus                                     | 6:57     |  |
| 12. | «Wide River to Cross»                                        | Julie Miller, Steven P. Miller                | 3:51     |  |
| 13. | «When the Curtain Comes Down»                                | Carl Hoefle, Al Lewis, Al Sherman             | 4:52     |  |

| Pistas adicionales en la edición Deluxe |                                                                                  |                                          |          |  |
| N.º                                     | Título                                                                           | Escritor(es)                             | Duración |  |
| 14.                                     | «As Long as I Love»                                                              | Milton Drake, George Jessel, Ben Oakland | 2:29     |  |
| 15.                                     | «Glad Rag Doll» (Alternate Version)                                              | Ager, Dougherty, Yellen                  | 2:54     |  |
| 16.                                     | «Garden in the Rain»                                                             | Carroll Gibbons, James Dyrenforth        | 2:55     |  |
| 17.                                     | «There Ain't No Sweet Man That's Worth the Salt of My Tears» (Alternate Version) | Fisher                                   | 2:06     |  |

| Pista adicional iTunes |                            |                                |          |  |
| N.º                    | Título                     | Escritor(es)                   | Duración |  |
| 14.                    | «All I Do Is Dream of You» | Nacio Herb Brown, Arthur Freed | 5:28     |  |

## Músicos
- Diana Krall – voz, piano
- Jay Bellerose – batería
- T-Bone Burnett – Productor
- Keefus Ciancia – teclados
- Howard Coward – guitarra, ukelele
- Colin Linden – guitarra
- Marc Ribot– banjo, guitarra, ukulele
- Bryan Sutton – guitarra